# Uthangarai
Uthangarai là một thị xã panchayat của quận Dharmapuri thuộc bang Tamil Nadu, Ấn Độ.

## Nhân khẩu
Theo điều tra dân số năm 2001 của Ấn Độ, Uthangarai có dân số 15.393 người. Phái nam chiếm 52% tổng số dân và phái nữ chiếm 48%. Uthangarai có tỷ lệ 74% biết đọc biết viết, cao hơn tỷ lệ trung bình toàn quốc là 59,5%: tỷ lệ cho phái nam là 81%, và tỷ lệ cho phái nữ là 67%. Tại Uthangarai, 10% dân số nhỏ hơn 6 tuổi.